# Мраморово-при-Лужарих
Мраморово-при-Лужарих (словен. Mramorovo pri Lužarjih) — поселення в общині Блоке, Регіон Нотрансько-крашка, Словенія. Висота над рівнем моря: 769,1 м.